# Lo Gay Saber
Lo Gay Saber fou una revista literària catalana fundada a Barcelona el 1868 per Francesc Pelagi Briz. Segons deia a la seva portada, pretenia ser un diari fet per escriptors catalans, mallorquins i valencians, i la seva causa era la defensa de la unitat de la llengua.
Hom el considera la continuació del Calendari Català i òrgan oficiós dels Jocs Florals, a l'estil de l'Armana Prouvençau amb el Felibritge. Tenia pretensions polítiques i es presentava com a eclèctica i amb nombrosos col·laboradors, entre els quals hi havia el grup de Frederic Mistral. La publicació fou interrompuda el 1869, però fou represa del 1878 al 1883, també sota la direcció novament de Francesc Pelagi Briz.
Entre els seus col·laboradors, s'hi poden destacar Isidre Reventós i Amiguet, Joaquim Rubió i Ors, Teodor Llorente Olivares, Serafí Pitarra, Marià Aguiló i Fuster, Jacint Verdaguer, Víctor Balaguer, Pau Parassols i Pi i Joan Maragall.